# Mary Jackson
Mary Jackson, född Winston den 9 april 1921 i Hampton i Virginia, död 11 februari 2005 i Hampton, var en amerikansk matematiker och ingenjör.

## Karriär

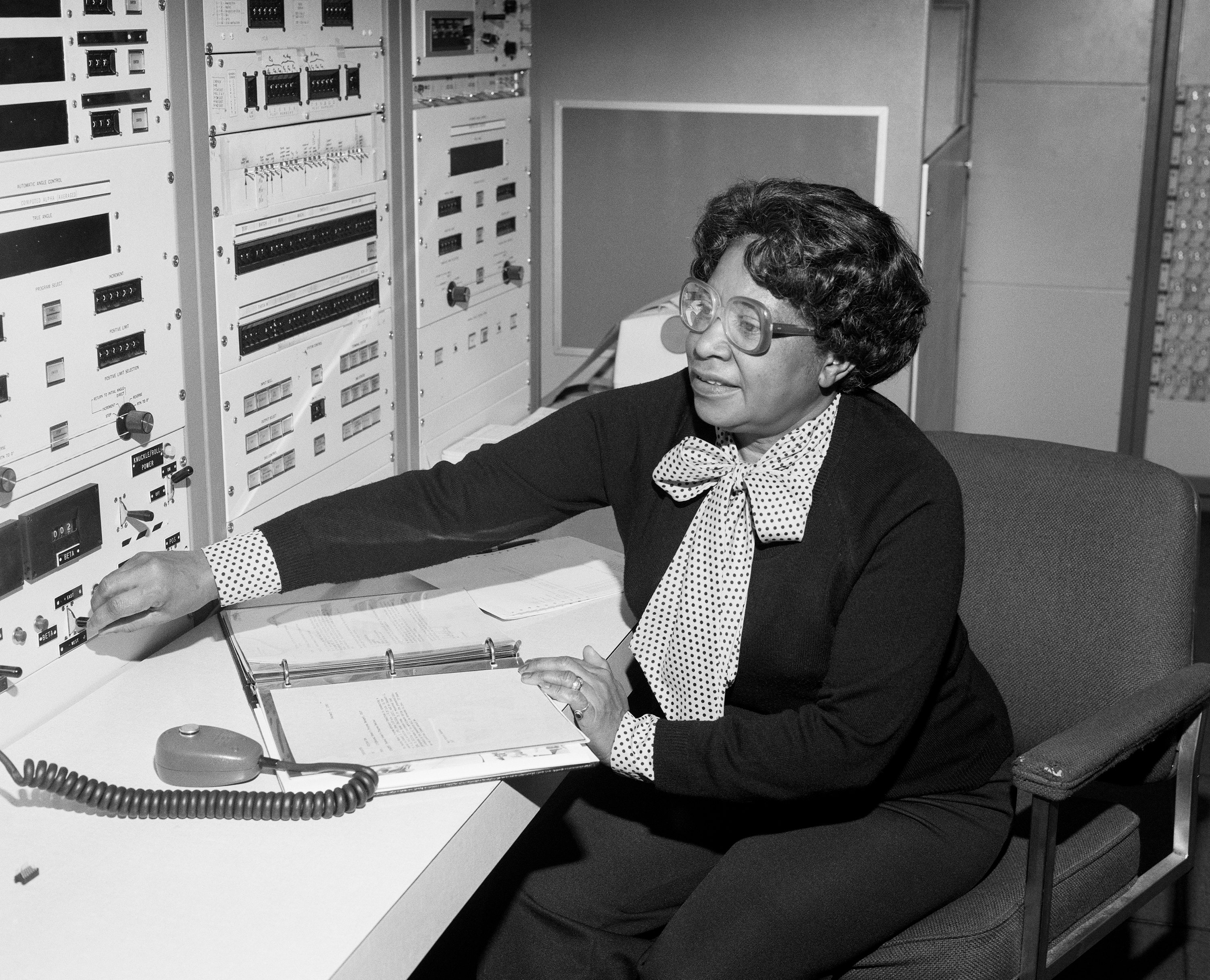
Mary Jackson i arbete på NASA, 1980.

Jackson avlade en dubbel examen i matematik och fysik 1942 vid Hampton Institute. Hon inledde sin karriär som matematiklärare vid en high school och efter att ha bytt arbetsinriktning flera gånger fick hon 1951 anställning som mänsklig räknare på National Advisory Committee for Aeronautics (NACA) (senare NASA) vid Langley Research Center. Vid tiden gällde Jim Crow-lagarna och det var därmed inte tillåtet för svarta personer att varken jobba, äta eller gå på samma toaletter som sina vita kollegor. Därför bildades en separat avdelning för de svarta anställda, West Area Computing. 
Efter att ha arbetat som mänsklig räknare i 2 år blev hon erbjuden att arbeta för ingenjören Kazimierz Czarnecki i den 1,2 x1,2 supersoniska trycktunneln (Supersonic Pressure Tunnel), en vindtunnel som används för att testa krafters på en modell genom att generera vindar med nära på 2 gånger ljudets hastighet. I och med detta fick Jackson goda erfarenheter av att genomföra experiment och Czarnecki uppmuntrade henne att vidare utbilda sig till ingenjör. Jackson blev 1958 NASA:s första afroamerikanska kvinnliga ingenjör och samma år publicerades den första artikeln där hon var medförfattare till.
Tillsammans med många andra svarta kvinnor, till exempel Katherine Johnson och Dorothy Vaughan, arbetade hon bland annat med det amerikanska rymdprogrammet. Under hennes karriär skrev hon samt var medförfattare till många vetenskapliga artiklar, de flesta med fokus på gränsskikt av luft runt plan.
Efter att ha arbetat 34 år på NASA hade Jackson nått den högsta position en ingenjör kan nå inom NASA. Därefter arbetade Jackson som manager på bland annat Langley’s Federal Women’s Program, som var en del av NASAs jämlikhetsprogram. Där kämpade hon för att fler kvinnor skulle bli anställda samt få chansen att avancera inom sin karriär. Jackson gick i pension från NASA 1985.

## Engagemang
Jackson var en viktig figur för kvinnors och svartas rättigheter och under sin karriär engagerade hon sig i många organisationer och kommittéer. Hon accepterade inte den långsamma utvecklingen och jobbade aktivt för att öka möjligheterna för kvinnor och svarta inom ingenjörs- och teknikbranschen.
Jackson var medlem i Alpha Kappa Alpha, den första studentföreningen grundad av och för afro-amerikanska kvinnor. Hon var över trettio år aktiv som scoutledare för flickor och var medlem i National Technical Association, den äldsta afro-amerikanska tekniska organisationen i USA. På fritiden var Jackson även involverad i volontärt samhällsarbete och startade en vetenskapsförening för unga svarta personer. Där hjälpte hon dem att konstruera en miniatyr av en vindtunnel för att främja intresset för vetenskap och matematik utanför klassrummet.

## Erkännande
Mary Jackson är en av de kvinnor som Margot Lee Shetterlys bok Dolda tillgångar (engelska: Hidden Figures: The American Dream and the Untold Story of the Black Women Who Helped Win the Space Race) skildrar. Boken adapterades 2016 till en långfilm med samma namn och där porträtteras Jackson av Janelle Monáe.
Jackson har vunnit flera priser, både för sitt engagemang för att hjälpa utsatta samt genom sitt yrkesliv. Hon har bland annat vunnit Apollo Group Achievement Award (1969) och Langley Research Center Volunteer of the Year (1976). Jackson tilldelades 2015 Kongressens guldmedalj postumt.
År 2020 uppkallades NASA:s högkvarter i Washington, D.C. efter Jackson, Mary W. Jackson NASA Headquarters. Högkvarteret är beläget på Hidden Figures Way som en påminnelse av Mary Jackson och andra på NASA som tidigare varit "bortglömda".
Jackson Elementary School i Salt Lake City blev från 2018 uppkallat efter Mary Jackson istället för den sjunde amerikanska presidenten Andrew Jackson som det varit tidigare.
En satellit namngiven efter Mary Jackson (ÑuSat 17 eller "Mary", COSPAR 2020-079J)  skickades upp i rymden 6 november 2020.